# Lilit Martirosyan
Lilit Martirosyan es una activista armenia de derechos LGBTQ+ conocida por su discurso de 2019 ante el Parlamento armenio y por fundar la ONG Right Side, un grupo armenio de derechos de las personas transgénero.

## Primeros años
Lilit Martirosyan es una mujer transgénero. Recuerda que prefería jugar con joyas más que con los camiones y tractores que habitualmente recibía como regalo cuando era niña. Después de enfrentar intenso acoso y conflictos familiares cuando era niña, y debido a que sus padres no apoyaban su identidad transgénero, se mudó de la casa de sus padres para vivir sola a la edad de 13 años. A pesar de trabajar como camarera y cocinera, finalmente se vio obligada a realizar trabajo sexual para ganar suficiente dinero para sobrevivir y poder pagar la terapia hormonal. Cuando cumplió 18 años, había ahorrado suficiente dinero para comenzar su transición médica con terapia hormonal y cirugías de afirmación de género.

### Right Side ONG
En 2016, cofundó la ONG Right Side, un grupo de sensibilización sobre derechos humanos que trabaja para defender a la comunidad trans y a las trabajadoras sexuales, defendiendo sus intereses y presionando por sus derechos. La ONG Right Side tiene tres áreas principales: Derechos humanos, salud y seguridad de la comunidad, y sensibilización para la comunidad trans y las trabajadoras sexuales en las que presta servicios. Los objetivos de Right Side orientados a los derechos humanos son aumentar la capacidad de la comunidad trans y las trabajadoras sexuales en el campo de los derechos humanos, desarrollar políticas que promuevan la igualdad de derechos a nivel nacional y local, e investigar y analizar las políticas legales. para personas trans y trabajadoras sexuales, monitoreando las violaciones de derechos humanos contra esas comunidades. Los objetivos de Right Side relacionados con la salud y la seguridad de la comunidad incluyen prevenir el VIH, el SIDA y las ETS entre la comunidad trans y los trabajadores sexuales, crear conciencia sobre la salud sexual, la salud reproductiva, la salud mental y las preocupaciones de seguridad para las personas trans y los trabajadores sexuales, y garantizar la igualdad de acceso a una atención médica de alta calidad. Los objetivos relacionados con la sensibilización incluyen proporcionar información objetiva sobre sexualidad y género a la comunidad trans y a la sociedad en general, organizar campañas para crear conciencia sobre cuestiones trans y trabajadoras sexuales, y trabajar con los medios de comunicación para garantizar que estas cuestiones se cubran de manera adecuada y justa en las noticias.Los servicios que ofrece Right Side NGO abarcan una amplia gama, algunos ejemplos son:
- Brindar asesoría y representación legal
- Monitorear y denunciar violaciones de derechos humanos
- Servicios de asesoramiento sanitario, psicológico y social, incluido un servicio de línea directa.
- Distribución de paquetes de sexo seguro y pruebas de ITS.
- Organización de eventos culturales relacionados con cuestiones trans e identidad de género.
- Desarrollar y distribuir revistas electrónicas mensuales

En 2023, Martirosyan y miembros del personal de Right Side realizaron una visita de trabajo a los Estados Unidos y se reunieron con organizaciones como el Fondo Nacional para la Democracia, el Fondo de Acción Urgente para los Derechos Humanos de las Mujeres, la Campaña de Derechos Humanos, el Fondo Mundial para las Mujeres y Freedom House., Fundación Lesbiana Astraea para la Justicia y el Instituto Nacional Demócrata. La Sociedad Armenia GALAS LGBTQ+ recibió a la fundadora de la ONG Right Side, Lilit Martirosyan, en Glendale, California, para una discusión pública sobre la situación de las personas LGBTQ+ en Armenia, la discriminación y las violaciones de derechos humanos, y cómo los partidarios que viven en los Estados Unidos pueden apoyar a las personas LGBTQ+ que viven en Armenia. 

### Discurso de 2019 ante la Asamblea General
En abril de 2019, Martirosyan pronunció un discurso ante la Asamblea Nacional de Armenia, convirtiéndola en la primera mujer transgénero en hacerlo.  En su discurso, describió la violencia y la discriminación que enfrenta la comunidad trans en Armenia, diciendo que quedaron "desempleadas, pobres y moralmente abandonadas", y habló sobre la influencia de la comunidad LGBT+ en la revolución armenia de 2018 con la esperanza de mejores derechos. Habla con fuerza y convicción, defendiendo a las “personas transgénero torturadas, violadas, quemadas, apuñaladas, asesinadas, desterradas, discriminadas, pobres y desempleadas de Armenia”.  Su objetivo al hablar es crear conciencia sobre los problemas de las personas transgénero y las trabajadoras sexuales e implorar al gobierno armenio que aumente la atención a los derechos humanos trans. Ella declara claramente su objetivo al parlamento: "Les pido que lleven a cabo reformas y políticas para lograr la igualdad de género y garantizar los derechos humanos para todos". 

#### Respuesta
Su discurso enfrentó una reacción violenta significativa. Recibió amenazas de muerte, doxxing y llamadas de miembros del Parlamento que amenazaban con hacerle daño o sugerían que debían matarla. Muchos parlamentarios se opusieron a la ampliación de los derechos trans y respondieron a Martirosyan con agresión. Gagik Tsarukyan, jefe de la segunda facción más grande del parlamento, dijo que “como líder del partido Armenia Próspera, cabeza de una familia impregnada de tradiciones y fe armenias, digo que [los derechos de las personas transgénero] no van a aprobarse”. seguido de una declaración que sugiere que la visibilidad trans es un "vicio" que debe ocultarse.  Naira Zohrabyan, representante del presidente del Comité de Derechos Humanos de la Asamblea y miembro del partido Armenia Próspera, la acusó de haber "violado nuestra agenda", a pesar de haber sido la parlamentaria que dio la palabra a Martirosyan, y con Próspera El miembro del parlamento armenio Vartan Ghukasyan pide que las personas trans sean "expulsadas del país". El primer ministro Nikol Pashinyan acusó a Zohrabyan de presentar el discurso como una "provocación política".Martirosyan desarrolló un patrón de ansiedad y ataques de pánico en respuesta a esta reacción, que los médicos descartaron cuando buscó atención médica. En respuesta al acoso constante, ella sale en público cubriéndose la cara para evitar ataques.

## Impacto
No ha habido cambios significativos en la legislación LGBTIQ+ desde el histórico discurso de Martirosyan en 2019 ante la Asamblea General, pero ella sostiene que "al menos ha aportado cierta visibilidad a las comunidades gay y transgénero del país". Después de su discurso, el gobierno de Nikol Pashinyan comenzó a hablar más sobre temas LGBTIQ, mientras que los gobiernos anteriores nunca hablaron sobre dichos temas. Ahora es posible que los ciudadanos armenios cambien su nombre en su pasaporte sin tener que realizar una transición médica, y Martirosyan fue pionero en esta hazaña. 
Desde su inicio en 2016, la ONG Right Side documentó más de 976 casos de violación de los derechos de las personas trans en Armenia. El trabajo de Martirosyan es fundamental para iluminar estas violaciones de derechos humanos de las personas trans y LGBTIQ cuando el gobierno preferiría ignorarlas.
En marzo de 2022, Martirosyan participó en un panel de discusión digital titulado "Mejora de la alianza para las comunidades LGBTQIA+ armenias". Entre los panelistas se encontraban el profesor de la Universidad Estatal de Ereván, Vahan Bournazian; el director de Pink Armenia, Mamikon Hovsepyan; Perch Melikyan, miembro de Charachchi; y Erik Adamian de la Sociedad Armenia GALAS LGBTQ+, la Fundación ONE Archives y Charachchi.

## Logros
- 2015: Primera mujer transgénero en Armenia que cambia legalmente su nombre
- 2016: Fundación de la ONG Right Side
- 2019: Primer miembro de la comunidad LGBTIQ+ de Armenia en hablar en el Parlamento
- 2020: Ganador del Premio Tulipán de Derechos Humanos
- 2021: Primera mujer transgénero en Armenia en cambiar el género en su pasaporte